# Pańska Wola (wieś)
Pańska Wola – wieś w Polsce, położona w województwie warmińsko-mazurskim, w powiecie giżyckim, w gminie Wydminy.
| SIMC    | Nazwa        | Rodzaj     |
| ------- | ------------ | ---------- |
| 0772375 | Franciszkowo | przysiółek |

W latach 1975–1998 miejscowość administracyjnie należała do województwa suwalskiego.